# Lubiechowo (Karlino)
Lubiechowo  (deutsch Lübchow) ist ein Dorf in der Woiwodschaft Westpommern in Polen. Das Dorf gehört zur Gmina Karlino (Stadt- und Landgemeinde Körlin) im Powiat Białogardzki (Belgarder Kreis).

## Geographische Lage
Das Dorf liegt in Hinterpommern, etwa 110 km nordöstlich von Stettin und etwa 20 km südöstlich von Kolberg. Im Norden und Osten wird die Gemarkung vom Fluss Persante begrenzt. Nachbarorte sind im Westen Karścino (Kerstin), im Süden Kowańcz (Kowanz) und im Südosten die Stadt Karlino (Körlin an der Persante).

## Geschichte
Aus vorgeschichtlicher Zeit stammen mehrere Funde, beginnend mit einem Steinbeil aus der Steinzeit. Aus der römischen Kaiserzeit stammen Bestattungen. Aus dem Ende des 5. Jahrhunderts stammen ein Doppelfingerring und zwei als Anhänger gefasste römische Goldmünzen. Unweit des Schlossberges, nördlich von Lübchow, lagen Hügelgräber, auf dem Schlossberg möglicherweise eine vorgeschichtliche Wallanlage.
Das Dorf selber wurde im Mittelalter im Herzogtum Pommern in der Form eines Hufeisendorfes angelegt. Urkundlich wurde das Dorf erstmals 1263 erwähnt, als Hermann von Gleichen, Bischof von Cammin, den Sprengel der neugegründeten Pfarrkirche in Fritzow festlegte, darunter das damals „Lubbezow“ genannte Dorf. Die nächste Erwähnung erfolgte 1276, als derselbe Bischof die Einkünfte der Kolberger Domherrenstellen ordnete, darunter auch die Einkünfte aus „Lubechowe“.
Lübchow war ein altes Lehen der adligen Familie von Ramel. Die Vasallentabelle des Stifts Cammin zeigt 1565 und 1572 einen Jochim Ramel als Inhaber von Lübchow. Auf der Lubinschen Karte des Herzogtums Pommern von 1618 ist „Lubechow“ eingetragen.
Im Besitz der Familie Ramel blieb Lübchow bis 1737, als die Witwe von Joachim Christoph von Ramel es an den Hofrat Samuel Gottlieb Loeper verkaufte. Loeper erwirkte 1748 die Allodifikation des bisherigen Lehens. In Ludwig Wilhelm Brüggemanns Ausführlicher Beschreibung des Königlich-Preußischen Herzogtums Vor- und Hinterpommern (1784) ist Lübchow unter den adeligen Gütern des Fürstentums Cammin aufgeführt. Damals gab es in Lübchow ein Vorwerk, also den Gutsbetrieb, eine Schäferei, auf der Feldmark eine Wassermühle und Kuhpächterei, acht Bauernstellen, eine Halbbauernstelle, zwei Kossätenstellen und einen Schulmeister, insgesamt 31 Haushaltungen („Feuerstellen“).

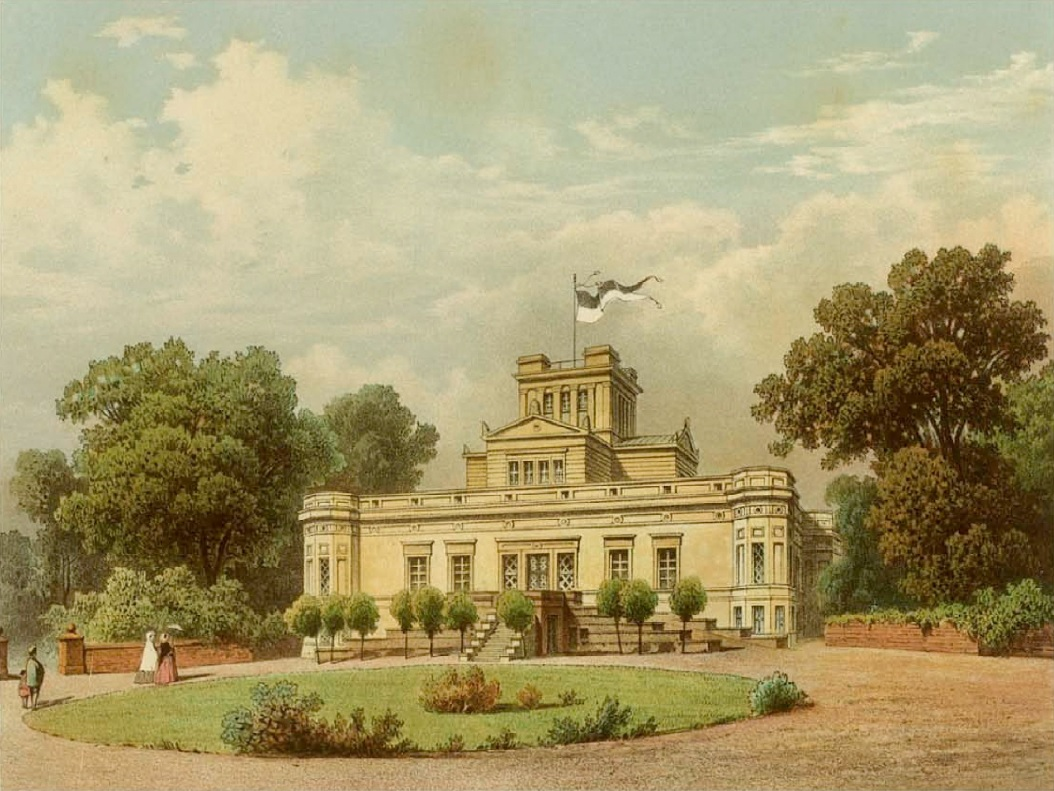
Herrenhaus um 1863/64 in der Sammlung Duncker

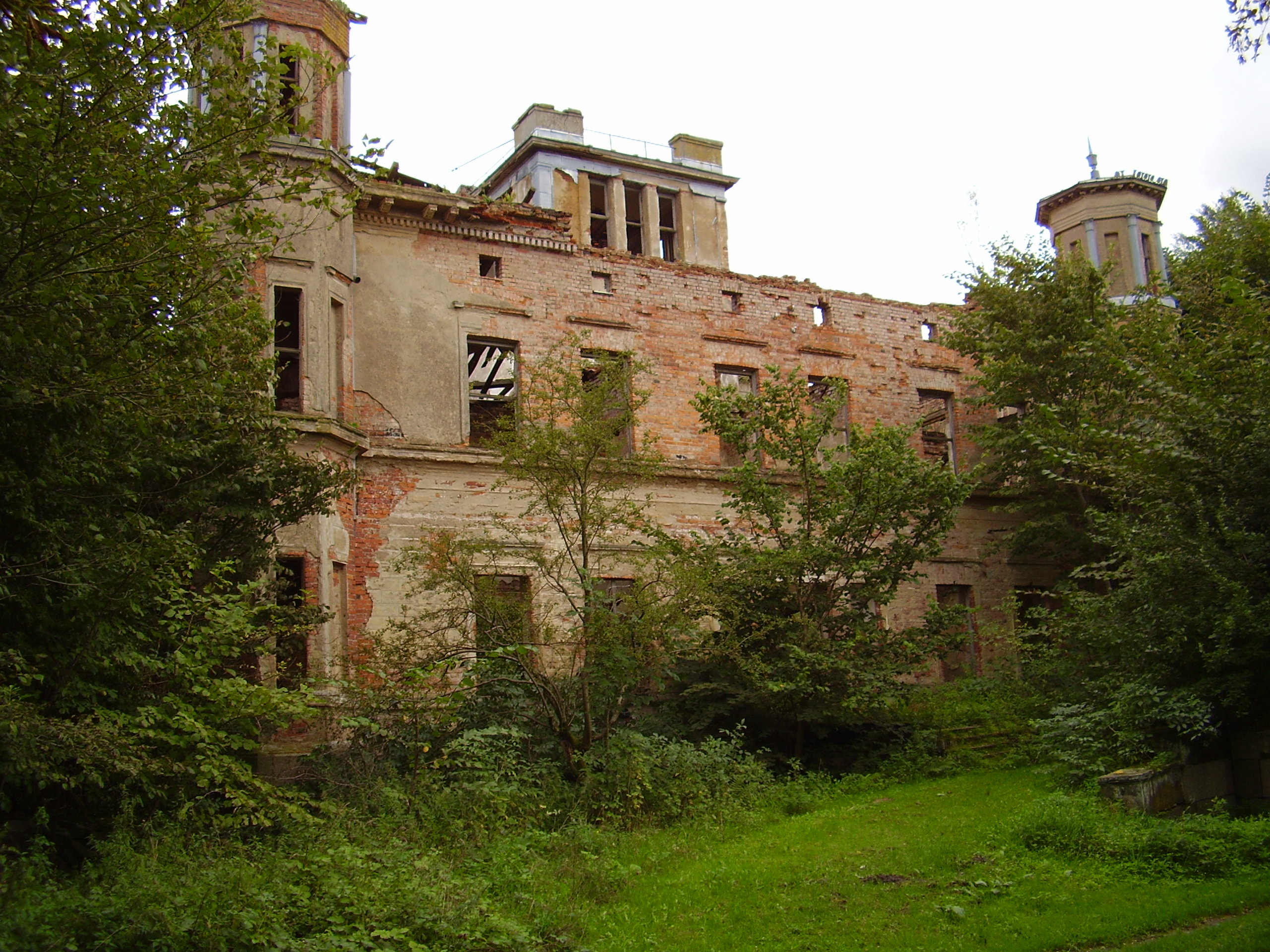
Ruine des Herrenhauses 2005, vor der Sanierung

Im 18. Jahrhundert bestand nordwestlich von Lübchow ein Vorwerk namens Sophienhof. Es ist nur auf der Schmettauschen Karte verzeichnet. 1812 verkaufte Friedrich von Loeper das Gut Lübchow an den Kolberger Kaufmann Ernst Friedrich Schröder. 1824 brannte der Gutsbetrieb ab. Sein Sohn Robert errichtete ab 1836 den Gutsbetrieb an einer neuen Stelle im Süden von Lübchow und baute ein repräsentatives Herrenhaus mit Park; er wurde 1861 geadelt als Robert von Schröder. Danach betreuten die Nachfahren von Schröders Schwester Laura, die Familie von Wedel, den Besitz. 1903 wurde dieser an bürgerliche Familien veräußert.
Die Wassermühle des Gutes Lübchow lag anfangs südwestlich von Lübchow an der Grenze zur Gemarkung des Nachbarortes Kowanz. 1854 wurde die Lübchower Mühle etwa 1 ½ Kilometer nördlich von Lübchow im Tal der Persante angelegt. Der Wohnplatz ist heute wüst. Im Jahre 1912 erhielt das Gut einen Stromanschluss an die Überlandzentrale Belgard. 1915 erhielt Lübchow Bahnanschluss an die Kolberger Kleinbahn; die Strecke ist heute stillgelegt.
Ab dem 19. Jahrhundert bestanden der größere Gutsbezirk Lübchow und die kleinere Landgemeinde Lübchow nebeneinander. Der Gutsbezirk umfasste (Stand 1864) ein Gebiet von 731 Hektar und zählte (Stand 1867) 214 Einwohner; die Landgemeinde umfasste (Stand 1864) ein Gebiet von 211 Hektar und zählte (Stand 1867) 95 Einwohner. Im Rahmen der Auflösung der Gutsbezirke, als vormals eigenständige juristische Ortschaften, in Preußen wurde der Gutsbezirk Lübchow 1928 in die Landgemeinde Lübchow eingemeindet. Bis 1945 bildete Lübchow eine Gemeinde im Landkreis Kolberg-Körlin in der preußischen Provinz Pommern. In der Gemeinde wurde neben Lübchow der Wohnplatz Lübchower Mühle gezählt.
Gegen Ende des Zweiten Weltkriegs wurde Lübchow Anfang März 1945 durch die Rote Armee eingenommen. Die Rote Armee übernahm die Bewirtschaftung des Gutes, bis dieses 1949/1950 an polnische Stellen übergeben wurde. Die letzte deutsche Familie siedelte 1957 aus. Der Ortsname wurde zu „Lubiechowo“ polonisiert.
Das Dorf gehört heute zur Gmina Karlino (Stadt- und Landgemeinde Körlin), in der es ein eigenes Schulzenamt bildet, zu dem auch das westlich gelegene Czerwięcino (Emmasthal) und, ebenfalls als eigener Wohnplatz gezählt, Lubiechowo-Przystanek (Lübchow-Bahnhof) gehören.
Das Herrenhaus wurde 2010 von einem privaten Investor und in Abstimmung mit der Denkmalschutzbehörde restauriert und zu einem Mehrfamilienhaus mit 25 Wohnung umgebaut.

## Entwicklung der Einwohnerzahlen
- 1816: 181 Einwohner[5]
- 1855: 302 Einwohner[5]
- 1864: 333 Einwohner[5]
- 1895: 339 Einwohner[5]
- 1919: 321 Einwohner[5]
- 1925: 336 Einwohner[5]
- 1939: 270 Einwohner[5]
- 2014: 232 Einwohner[6]

## Persönlichkeiten
- Robert von Schröder (1807–1894), deutscher Politiker, Landrat des Kreises Kolberg-Körlin, errichtete in seinem Rittergut Lübchow Gutsbetrieb, Herrenhaus und Park